# G. Pat Collins
G. Pat Collins (* 16. Dezember 1895 in New York als George Percy Collins; † 5. August 1959 in Los Angeles, Kalifornien) war ein US-amerikanischer Schauspieler.

## Leben
George Percy Collins meldete sich im Jahre 1917 freiwillig zum Militärdienst im Ersten Weltkrieg für die amerikanische Armee. Er begann seine Schauspielkarriere beim Theater und war zwischen 1922 und 1938 in zehn Stücken in seiner Heimatstadt New York am Broadway zu sehen. Sein Filmdebüt hatte Collins 1928 im Kriminalfilm The Racket in einer größeren Nebenrolle als Streifenpolizist. Zwei Jahre später wurde er im Filmklassiker Im Westen nichts Neues als Leutnant Bertinck besetzt. An diese ersten kleineren Erfolge konnte Collins allerdings im Rest seiner Filmkarriere nur selten anknüpfen. Ab Anfang der 1930er-Jahre erhielt er der Charakterdarsteller fast nur noch kleinere Nebenrollen, häufig als hartgesottener und strenger Polizist, Offizier oder Manager. Diese Rollen prädestinierten ihn vor allem für Kriminalfilme, Western und Kriegsfilme.
Beim Eintritt der Vereinigten Staaten in den Zweiten Weltkrieg unterbrach Collins seine Filmkarriere für fünf Jahre und diente erneut freiwillig. Insgesamt spielte er bis zu seinem Todesjahr in über 120 Filmen. In den 1950er-Jahren hatte Collins zudem noch rund ein Dutzend Gastrollen im Fernsehen. G. Pat Collins verstarb 1959 im Alter von 63 Jahren an Krebs. Er war von 1927 bis zu seinem Tod mit der Stummfilmschauspielerin Billie Rhodes (1894–1988) verheiratet.

## Filmografie (Auswahl)
- 1928: The Racket
- 1930: Be Yourself!
- 1930: Street of Chance
- 1930: Im Westen nichts Neues (All Quiet on the Western Front)
- 1931: No Limit
- 1932: Jagd auf James A. (I Am a Fugitive from a Chain Gang)
- 1932: 20.000 Jahre in Sing Sing (20,000 Years in Sing Sing)
- 1932: Call Her Savage
- 1933: Ein charmanter Schwindler (Hard to Handle)
- 1933: Der Mann mit der Kamera (Picture Snatcher)
- 1933: Ganovenbraut (Hold Your Man)
- 1933: Verschollen in New York (Bureau of Missing Persons)
- 1933: The Mayor of Hell
- 1934: Manhattan Melodrama
- 1934: The Captain Hates the Sea
- 1935: Helden von heute (West Point of the Air)
- 1935: Alibi Ike
- 1936: Der Rächer (Robin Hood of El Dorado)
- 1936: San Francisco
- 1937: Schiffbruch der Seelen (Souls at Sea)
- 1937: Der Arzt und die Frauen (Between Two Women)
- 1937: Sackgasse (Dead End)
- 1937: Doppelhochzeit (Double Wedding)
- 1940: Orchid, der Gangsterbruder (Brother Orchid)
- 1941: Sein letztes Kommando (They Died with Their Boots On)
- 1942: Das große Spiel (Rings on Her Fingers)
- 1948: Stadt ohne Maske (The Naked City)
- 1948: Scudda Hoo! Scudda Hay!
- 1948: Zaubernächte in Rio (It’s Magic)
- 1948: Die Schlangengrube (The Snake Pit)
- 1949: Neptuns Tochter (Neptune’s Daughter)
- 1949: Sumpf des Verbrechens (Scene of the Crime)
- 1949: Sprung in den Tod (White Head)
- 1949: Ich heiratete einen Kommunisten (The Woman on Pier 13)
- 1949: Diebstahl in Irland (Top o’ the Morning)
- 1950: Unter Einsatz des Lebens (Southside 1-1000)
- 1950: Endstation Mord (Gambling House)
- 1951: On Dangerous Ground
- 1952: Gefährten des Grauens (The Wild North)
- 1952: Die Spielhölle von Las Vegas (The Las Vegas Story)
- 1952: Die letzte Entscheidung (Above and Beyond)
- 1953: Die Tränen des Clowns (The Clown)
- 1954: Drei Stunden Zeit (Three Hours To Kill)
- 1955: Rächer in Schwarz (Ten Wanted Man)
- 1955: Nackte Straßen (The Naked City)
- 1956: Die erste Kugel trifft (The Fastest Gun Alive)
- 1956: Amigo Mio (Yaqui Drums)
- 1958: In Colorado ist der Teufel los (The Sheepman)